# Крупчине
Крупчине́ — село у Богодухівській міській громаді Богодухівського району Харківської області України.
- Поштове відділення: Сазоно-Баланівське

## Населення

### Мова
Розподіл населення за рідною мовою за даними перепису 2001 року:
| Мова       | Відсоток |
| ---------- | -------- |
| українська | 100%     |

## Географія
Село Крупчине знаходиться за 1у км від села Сазоно-Баланівка і за 3 км від селища Горького та залізничної станції Зупинний пункт 198 км. До села примикає лісовий масив. Поруч проходить автомобільна дорога Р46.
У селі бере початок річка Лосик

## Історія
- 1730 рік — дата заснування.
- 12 червня 2020 року, відповідно до розпорядження Кабінету Міністрів України № 725-р «Про визначення адміністративних центрів та затвердження територій територіальних громад Харківської області», село увійшло до Богодухівської міської громади[2].
- 19 липня 2020 року, в результаті адміністративно-територіальної реформи та ліквідації Богодухівського району (1923—2020), село увійшло до складу новоутвореного Богодухівського району Харківської області[3].